# Complexo eólico Lagoa dos Ventos
Complexo eólico Lagoa dos Ventos, também chamado de Parque Eólico Lagoa dos Ventos, é um conjunto de parques eólicos localizado no estado do Piauí que possui uma capacidade instalada operacional de 716 Megawatt, com outros 396 MW em construção. Considerado o maior complexo eólico operado pela Enel Green Power e um dos maiores do Brasil, teve sua construção iniciada em fevereiro de 2019 e orçada em 3 bilhões de reais. Está situado entre os municípios de Lagoa do Barro do Piauí, Queimada Nova e Dom Inocêncio.
O projeto entrou em operação em junho de 2021, contando com 230 turbinas eólicas capazes de gerar mais de 3,3 TWh por ano, o equivalente ao consumo de 1,6 milhão de residências brasileiras. Uma segunda fase do projeto está em construção: o Parque Eólico Lagoa dos Ventos III. Este contará com 396 MW de capacidade instalada e custará um total de 360 milhões de euros. Quando concluídas as obras, o complexo será o maior do tipo na América do Sul.